# Tautumeitas
Le Tautumeitas sono un gruppo musicale lettone formato a Riga nel 2015.
Hanno rappresentato la Lettonia all'Eurovision Song Contest 2025 con il brano Bur man laimi, classificandosi al tredicesimo posto.

## Storia
L'ensemble è salito alla ribalta nel 2017 con la pubblicazione dell'album Lai māsiņa rotājās!, realizzato in collaborazione con la band lettone Auļi. L'album, composto da tredici tracce e dedicato ai fidanzamenti e ai matrimoni, si ispira alle tradizionali musiche popolari della regione baltica. È stato ricompensato col Zelta Mikrofons al miglior album folk del 2017. L'anno seguente le Tautumeitas hanno pubblicato il loro album di debutto omonimo, che è entrato nella Latvijas straumētāko albumu della Latvijas Izpildītāju un producentu apvienība.
Nel novembre 2024 sono state confermate fra i venti partecipanti a Supernova 2025, evento che ha selezionato il rappresentante della Lettonia all'Eurovision Song Contest, dove hanno presentato l'inedito Bur man laimi. Dopo aver superato la semifinale del 1º febbraio 2025, hanno ottenuto il maggior numero di punti anche nella serata finale del successivo 8 febbraio, diventando di diritto le rappresentanti eurovisive lettoni a Basilea, in Svizzera.
Nel marzo 2025 hanno ricevuto il premio Gamma alla musica tradizionale/folk. Il gruppo ha partecipato alla seconda semifinale dell'Eurovision Song Contest, qualificandosi per la finale del 17 maggio, dove si è classificato al 13º posto con 158 punti.

## Formazione
Attuale
- Asnate Rancāne – voce, violino
- Aurēlija Rancāne – voce, tamburo
- Annemarija Moiseja – voce, percussioni
- Gabriēla Zvaigznīte – voce
- Laura Vārpiņa – voce, percussioni
- Laura Marta Līcīte – voce, violino, percussioni

Precedenti
- Ilona Dzērve – voce, fisarmonica
- Lauma Bērza – voce, violino
- Laura Bužinska – voce
- Laura Liepiņa – voce

## Discografia

### Album in studio
- 2017 – Lai māsiņa rotājās! (con gli Auļi)
- 2018 – Tautumeitas
- 2019 – Dziesmas no Aulejas
- 2022 – Skrejceļš
- 2025 – Zem Saules/Under the Solar Spell

### Singoli
- 2017 – Lai māsiņa rotājās! (con gli Auļi)
- 2021 – Guli Guli
- 2022 – Muoseņa (con Renārs Kaupers)
- 2024 – Spodrē manu augumiņu
- 2024 – Danco, Jāni
- 2024 – Kas dimd
- 2025 – Bur man laimi
- 2025 – She Dances with the Sun (con le Vesna)

Come artista ospite
- 2021 – Tur, kur Dieva kamanas slīd (Brainstorm feat. Tautmeitas)